# Serrall Pla
El Serrall Pla és una serra situada al municipi de Flix a la comarca de la Ribera d'Ebre, amb una elevació màxima de 252 metres.